# Tsutomu Nishino
Tsutomu Nishino (Nara, 13 maart 1971) is een voormalig Japans voetballer.

## Carrière
Tsutomu Nishino speelde tussen 1993 en 2001 voor Urawa Red Diamonds.